# ナイショの恋していいですか!?
『ナイショの恋していいですか⁉』（朝: 고교처세왕）は、2014年6月16日から2014年8月11日までtvNで放送されていた大韓民国のテレビドラマである。

## あらすじ
アイスホッケー一筋の高校２年生イ･ミンソクは、ひょんなことからエリートの兄に代わって大企業の本部長に成り済ますことになる。知識も教養もないまま大人の社会に放り込まれるが、紆余曲折を経ながらも世渡り術を身に付け数々の困難を乗り越えていく。単純でまっすぐなミンソクに周りの大人たちも影響され、 やがて彼はかけがえのない愛まで得ることに。オフィスと学校を舞台に繰り広げられる心温まる成長物語。

## 出演

### 主要人物
イ・ミンソク / イ・ヒョンソク：ソ・イングク
リテールチーム本部長。高校生でホッケー部三銃士。
チョン・スヨン：イ・ハナ
リテールチームの契約社員。
ユ・ジヌ：イ・スヒョク
経営戦略本部長。

### ミンソクの周辺人物
オ・テソク：イ・テファン
ミンソクの同級生。ホッケー部三銃士。
チョ・ドクファン：カン・ギヨン
ミンソクの同級生。ホッケー部三銃士。
チョン・ユア：イ・ヨルム
スヨンの妹。ミンソクの同級生で片思いをしている。
チェ・ジャンホ：オ・グァンノク
ミンソクの父親代わり。
チェ・マンソク：クァン・ソンドク
ジャンホの父親。

### ジヌの周辺人物
ユ・ジェグク：ハン・ジニ
社長。ジヌの父親。
ナム・サング：ソン・ヨンギュ
専務理事。
ハン・ヨンソク：キム・ウォネ
理事。

### リテールチーム
キム・チャンス：チョ・ハンチョル
リテールチーム長。
ユン・ドンジェ：パク・スヨン
リテールチーム主任。
パク・フンべ：チェ・フィリップ
リテールチーム代理。
チ・テハン：イ・ジュスン
リテールチーム社員。
コ・ユンジュ：シン・ヘソン
リテールチーム社員。医者の娘。